# سگ گله ولزی
سگ گله ولزی (به انگلیسی: Welsh Sheepdog)، نام یکی از نژادهای سگ است که خاستگاه آن به ولز بازمی‌گردد.